# MBA
Thạc sĩ quản trị kinh doanh (tiếng Anh: Master of Business Administration - MBA) là bằng thạc sĩ bắt nguồn từ nước Mỹ vào đầu thế kỷ 20 khi các nước phát triển cũng như các doanh nghiệp tìm cách áp dụng bộ môn khoa học quản trị.
Các khóa học chính trong chương trình MBA bao gồm các lĩnh vực khác nhau của quản trị kinh doanh như kế toán, thống kê ứng dụng, nguồn nhân lực, giao tiếp kinh doanh, đạo đức kinh doanh, luật kinh doanh, chiến lược kinh doanh, tài chính, kinh tế quản lý, quản lý, tinh thần kinh doanh, tiếp thị, quản lý chuỗi cung ứng và quản lý hoạt động theo cách phù hợp nhất với quản lý phân tích và chiến lược.
Hầu hết các chương trình cũng bao gồm môn học tự chọn và tập trung để nghiên cứu sâu hơn trong một lĩnh vực cụ thể, ví dụ, kế toán, tài chính và tiếp thị. Các chương trình MBA ở Hoa Kỳ thường yêu cầu hoàn thành khoảng bốn mươi đến sáu mươi tín chỉ, cao hơn nhiều so với ba mươi tín chỉ thường được yêu cầu đối với các bằng cấp bao gồm một số tài liệu tương tự như Thạc sĩ kinh tế, Thạc sĩ tài chính, Thạc sĩ kế toán, Thạc sĩ Khoa học về Tiếp thị và Thạc sĩ Khoa học về Quản lý.
Trong số các chương trình MBA, các chương trình MBA của Trường Kinh doanh Harvard, Trường Kinh doanh INSEAD, Trường Kinh doanh Stanford và Trường Wharton thuộc Đại học Pennsylvania thường được đánh giá là top 4 chương trình danh giá nhất trên thế giới.
Tại Việt Nam, Chương trình MBA cấp cao VEMBA được Trường Kinh doanh Shidler Đại học tổng hợp Hawaii (Mỹ) thực hiện đào tạo trực tiếp hàng năm trong suốt hơn 20 năm qua (bắt đầu từ năm 2001 ở Hà Nội.) VEMBA được AACSB kiểm định và được coi là hình mẫu về đào tạo quản lý chất lượng cao tại Việt Nam.

## Lịch sử
Trường kinh doanh đầu tiên ở Hoa Kỳ là Trường Wharton thuộc Đại học Pennsylvania được thành lập vào năm 1881 thông qua khoản tài trợ từ Joseph Wharton [4] . Năm 1900, Trường Kinh doanh Tuck được thành lập tại Đại học Dartmouth trao bằng cấp cao đầu tiên trong lĩnh vực kinh doanh, cụ thể là bằng Thạc sĩ Khoa học Thương mại, là chương trình tiền nhiệm của chương trình MBA tại đây.
Trường Kinh doanh Harvard thành lập chương trình MBA đầu tiên vào năm 1908, với 15 giảng viên, 33 sinh viên chính quy và 47 sinh viên đặc biệt. Chương trình giảng dạy năm đầu tiên của trường dựa trên quản lý khoa học của Frederick Winslow Taylor. Số lượng sinh viên MBA tại Harvard tăng nhanh chóng, từ 80 vào năm 1908, hơn 300 vào năm 1920 và 1.070 vào năm 1930. Vào thời điểm này, chỉ có các trường đại học Mỹ cung cấp MBA. Các quốc gia khác ưu tiên đào tạo kinh doanh qua công việc.
Các mốc quan trọng khác bao gồm:
- Năm 1930: Chương trình giáo dục về quản lý và lãnh đạo đầu tiên dành cho các giám đốc điều hành và các nhà quản lý có kinh nghiệm trung bình (Chương trình Nghiên cứu sinh Sloan tại Học viện Công nghệ Massachusetts).[6][7]
- 1943: Chương trình MBA điều hành đầu tiên (EMBA) dành cho các chuyên gia đang làm việc tại Trường Kinh doanh của Đại học Chicago.[8] Chicago cũng là trường kinh doanh đầu tiên thành lập các cơ sở thường trú tại ba lục địa ở Chicago (Hoa Kỳ), Barcelona (Châu Âu) và Singapore (Châu Á). Hầu hết các trường kinh doanh ngày nay cung cấp một thành phần toàn cầu cho MBA điều hành của họ. Kể từ khi chương trình được thành lập, trường đã chuyển cơ sở của mình và hiện có trụ sở tại Chicago, London, và Hong Kong.
- Năm 1946: MBA đầu tiên tập trung cho Quản lý Cấp cao toàn cầu được thành lập tại tại Thunderbird School of Global Management.[9]
- 1950: MBA đầu tiên bên ngoài Hoa Kỳ, tại Canada (Trường Kinh doanh Ivey tại Đại học Western Ontario),[10], tiếp theo là Đại học Pretoria ở Nam Phi năm 1951.[11]
- Năm 1955: Chương trình MBA đầu tiên được cung cấp tại một trường châu Á thuộc Viện Quản trị Kinh doanh Karachi thuộc Đại học Karachi ở Pakistan, với sự cộng tác của Trường Wharton của Đại học Pennsylvania.[12]
- 1957: Chương trình MBA tại INSEAD được thành lập bởi Giáo sư Trường Kinh doanh Harvard Georges Doriot và các học trò của ông, trở thành chương trình MBA đầu tiên tại Châu Âu.[13]
- 1963: Chương trình MBA đầu tiên do Trường Kinh doanh Đại học Hàn Quốc (KUBS) cấp tại Hàn Quốc.[14]
- 1986: Chương trình MBA đầu tiên yêu cầu mỗi sinh viên phải có một máy tính xách tay trong lớp học tại Trường Kinh doanh Sau đại học Roy E. Crummer tại Rollins College (Florida).[15] Bắt đầu từ năm học 1992–1993, Trường Kinh doanh Columbia yêu cầu tất cả sinh viên sắp nhập học phải mua một máy tính xách tay với phần mềm tiêu chuẩn, trở thành trường kinh doanh đầu tiên làm như vậy.[16][17]
- 1994: Chương trình MBA điều hành trực tuyến đầu tiên tại Đại học Athabasca (Canada).[18] Bản mẫu:Nguồn chính nội tuyến

Bằng MBA đã được các trường đại học trên toàn thế giới ở cả các nước phát triển và đang phát triển chấp nhận.

## Nội dung đào tạo của MBA
Nội dung đào tạo của các chương trình MBA rất đa dạng, phong phú, gắn liền với mọi vấn đề trong kinh doanh. Nó cung cấp cho người học những kiến thức và kĩ năng chuyên nghiệp có thể đáp ứng được công việc quản lý kinh doanh đầy phức tạp. Nội dung của chương trình học MBA là sự cân bằng giữa giáo dục kinh doanh chính thức và giải quyết các vấn đề trong cuộc sống hàng ngày.
- Các môn học, gồm có môn học bắt buộc và môn học tự chọn.
Các môn học bắt buộc như: kế toán, kinh tế học, tài chính, marketing, quản trị nhân lực, hoạt động tổ chức, phân tích định lượng, kế hoạch chiến lược, quản lý hoạt động, luật kinh doanh, đạo đức kinh doanh, kết cấu công ty và quản lý tổ chức, Luật.
Các môn tự chọn: tùy vào nhu cầu học tập thực tế của mình, các học viên được tự do lựa chọn một số môn học. Các môn tự chọn phổ biến là: Kĩ thuật và thương mại điện tử, Tư vấn, Quản lý chung, Lãnh đạo, Chiến lược tập thể, Đạo đức kinh doanh, Các vấn đề về kinh tế và tài chính, Quản lý kinh doanh nhỏ, Quản trị nhân lực trong hình thức kinh doanh nhỏ, Quản lý và sinh thái học...
- Trong môi trường kinh doanh toàn cầu hóa ngày nay, nền kinh tế của một quốc gia chính là một bộ phận của nền kinh tế toàn cầu. MBA hướng người ta tới việc quản lý hoạt động của một bộ phận kinh tế toàn cầu đó, vì vậy nội dung môn học thường được nêu thành các chủ đề có ý nghĩa rất sâu và rộng mở. Đó thường là những vấn đề mang tính toàn cầu chứ không chỉ hạn hẹp trong phạm vi một quốc gia hay một thị trường cụ thể nào. Chẳng hạn khi học về đạo đức kinh doanh, chủ đề đặt ra là trách nhiệm của các doanh nghiệp đối với vấn đề khí hậu toàn cầu hay vấn đề khan hiếm lương thực trên thế giới. Điều đó giúp học viên có được một tầm nhìn rộng mở, bao quát

## Xếp hạng các chương trình MBA trên thế giới
Có nhiều tổ chức uy tín đưa ra các danh sách xếp hạng các chương trình MBA. Lâu đời và được sử dụng nhiều nhất là xếp hạng của Financial Times. Theo xếp hạng của Financial Times, trong 5 năm qua, có 4 trường kinh doanh luôn nằm trong top 5 trường tốt nhất toàn cầu là Trường Kinh doanh Harvard,  Trường Kinh doanh INSEAD, Trường cao học về Kinh doanh Stanford và Trường Wharton thuộc Đại học Pennsylvania. Ngoài ra, các trường luôn năm trong top 10 còn bao gồm Trường Kinh doanh Booth của Đại học Chicago, Trường Kinh doanh Columbia thuộc Đại học Columbia và Trường Kinh doanh London
Ngoài Financial Times, có nhiều tổ chức khác như The Economist, Bloomberg, US News and World Reports, Business Insider hay Forbes cũng đưa ra các xếp hạng của riêng mình, tuy nhiên trọng số của các tiêu chí thành phần chênh lệch nhau khá nhiều. Trong các bảng xếp hạng đó, Financial Times và Bloomberg đặt khoảng 40% tỷ trọng vào lương sau khi tốt nghiệp trong khi The Economist chỉ tính 20% số điểm. Trên khía cạnh về chất lượng giảng viên, Financial Times tính 15% tỷ trọng trong khi The Economist chỉ tính có 8.8%. Forbes chỉ quan tâm đến 1 tiêu chí là lợi suất sinh lời từ chi phí cho việc học. US News and World Reports có tính đến cả khảo sát ý kiến lãnh đạo các trường kinh doanh đánh giá chéo nhau.
Thứ hạng của các chương trình MBA đã được thảo luận trong các bài báo và trên các trang web học thuật. Các nhà phê bình về phương pháp xếp hạng cho rằng bất kỳ bảng xếp hạng nào đã xuất bản đều nên được xem xét một cách thận trọng vì những lý do sau:
- Các bảng xếp hạng cho thấy sự thiên vị, thậm chí lựa chọn có chủ ý vì chúng giới hạn mẫu khảo sát ở một số lượng nhỏ các chương trình MBA và bỏ qua phần lớn các trường, nhiều trường có chất lượng xuất sắc.
- Phương pháp xếp hạng có thể phụ thuộc vào thành kiến cá nhân và phương pháp thống kê thiếu sót (đặc biệt là các phương pháp dựa trên phỏng vấn chủ quan của người quản lý tuyển dụng, sinh viên hoặc giảng viên).
- Xếp hạng không sử dụng thước đo khách quan về chất lượng chương trình.
- Cùng trường có thể xuất hiện trong mỗi bảng xếp hạng với một số khác biệt về thứ hạng, vì vậy một trường được xếp hạng số 1 trong một danh sách này có thể đứng số 17 trong một danh sách khác.
- Bảng xếp hạng có xu hướng tập trung vào việc đại diện cho chính các trường MBA, nhưng một số trường cung cấp các chương trình MBA có chất lượng khác nhau và xếp hạng sẽ chỉ dựa trên thông tin từ chương trình toàn thời gian (ví dụ: một trường có thể sử dụng giảng viên có uy tín cao để dạy chương trình ban ngày, nhưng sử dụng giảng viên hỗ trợ trong chương trình buổi tối hoặc có tiêu chí tuyển sinh thấp hơn đáng kể cho chương trình buổi tối so với chương trình ban ngày).
- Thứ hạng cao trong một ấn phẩm quốc gia có xu hướng trở thành một lời tiên tri tự ứng nghiệm.
- Một số trường kinh doanh hàng đầu bao gồm Harvard, INSEAD, Wharton và Sloan cung cấp hợp tác hạn chế với các ấn phẩm xếp hạng nhất định do họ cho rằng xếp hạng bị lạm dụng.[23]